# Alexeyisaurus
Alexeyisaurus là một chi thằn lằn cổ rắn, được Sennikov mô tả khoa học năm 2010.